# Nemateleotris magnifica
Cá bống cờ lửa (Danh pháp khoa học: Nemateleotris magnifica) là một loại cá bống trong họ Microdesmidae. Ngoài hình dạng cơ thể độc đáo, chúng còn rất dễ nuôi, sống khỏe, thích nghi tốt, dễ ăn uống, nên được rất nhiều người chơi cá cảnh biển lựa chọn.

## Đặc điểm
Chúng có cơ thể màu trắng hoặc màu vàng mà có thể chuyển dần sang màu đen cho tới một bộ vây đuôi nhiều màu, chúng cũng có một khuôn mặt màu tía cộng với những chiếc vây màu đỏ hoặc cam kèm theo những đường sọc màu đen. Chúng chỉ lớn được khoảng từ 3,5 – 4 inch khi đã phát triển hết. Chúng khá dễ nuôi, ăn các loài thuộc bộ chân kiếm và sinh vật phù du trong biển và sẽ ăn các loài thức ăn đông lạnh từ biển, thức ăn vụn từ cá, tôm brine, loài cá lửa này sẽ chấp nhận các loại thức ăn từ cá biển tươi sống hoặc đông lạnh (băm nhỏ), thức ăn sống (tôm brine, mysis) và thậm chí cả thức ăn vụn.
Loài này được coi là một loài cá thích hợp cho bể san hô nhỏ. Chúng sẽ để yên cho hầu hết các động vật khác. Có thể nuôi chúng với những loài cá có cùng kích thước, thường không có xung đột với những con cá khác, ngoại trừ những thành viên trong họ. Tuy nhiên, một cặp cá đực cái có thể sống hòa bình với nhau. Trong khi bơi lượn, chúng đánh vây lưng và vây ức cùng một lúc, có lẽ để tạo sự ổn định. Nó được coi là loài cá thích hợp. Cá Bống Cờ Lửa có khả năng nhảy cao bẩm sinh, do đó bể nuôi của chúng nên có một nắp đậy cẩn thận.